# Весна Деспотовић
Весна Деспотовић (Крагујевац, 18. април 1961) некадашња је југословенска и српска кошаркашица, тренутно ради као кошаркашки тренер.
Играла је у каријери за ЖКК Раднички Крагујевац. Учествовала је на Летњим олимпијским играма 1980, када су југословенске кошаркашице заузеле треће место.
Поред медаље на олимпијским играма, са репрезентацијом Југославије освојила је још једну бронзану медаљу на Европском првенству одржаном у Бањалуци 1980. године.
После играчке каријере, посветила се тренерском послу. Била је део стручног штаба јуниорске репрезентације Србије, те први тренер ЖКК Раднички из Крагујевца.

## Успеси

### Репрезентативни
- Бронзане медаље

Олимпијске игре 1980. Москва
Европско првенство 1980. Бања Лука